# Lerchenfeld (Wien)

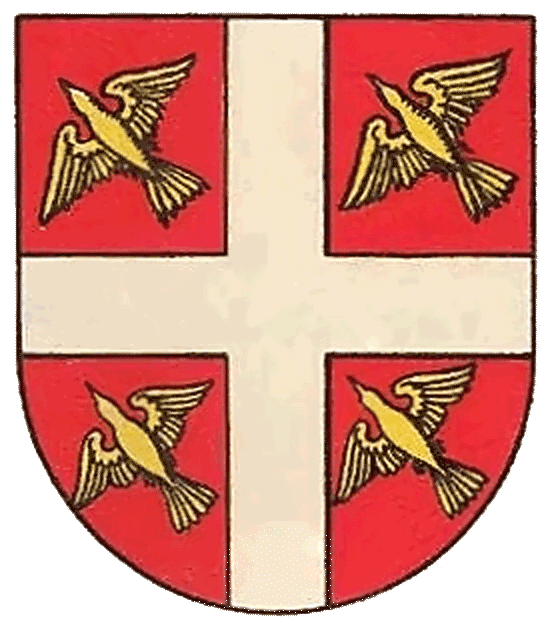
Wappen von Altlerchenfeld

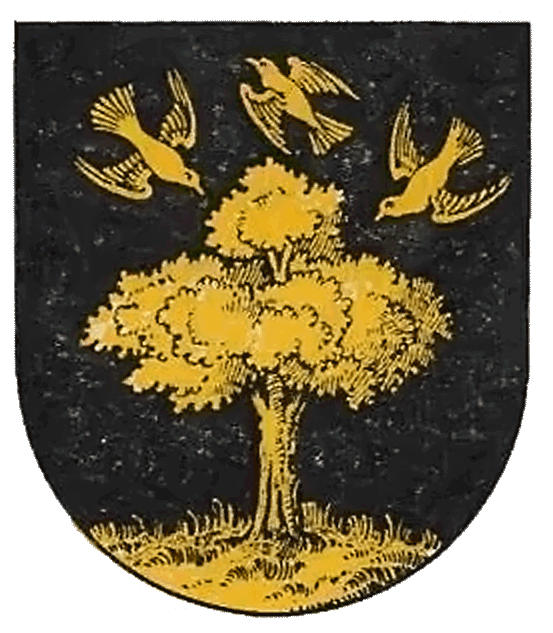
Wappen von Neulerchenfeld

Das Lerchenfeld ist ein ehemaliges Waldgebiet im Bereich der heutigen Wiener Gemeindebezirke Neubau, Josefstadt und Ottakring. 
Erstmals urkundlich erwähnt wurde der Name bereits 1295. 1337 kaufte der herzogliche Hof den Großteil des Gebietes zur Ausübung der Jagd an. Der Name ist entweder auf einen bestandenen Lärchenwald zurückzuführen oder darauf, dass sich der kaiserliche Hof dort mit dem Lerchenfang beschäftigte (im späteren Ortswappen von Lerchenfeld waren beide Thesen vereinigt, es zeigte einen Baum und drei Vögel). Noch wahrscheinlicher ist jedoch eine ältere slawische oder keltische Flur- oder Ortsbezeichnung.
Nachdem das Gebiet lang Ackerland gewesen war, setzte im 17. Jahrhundert, vom zentrumsnäheren Teil ausgehend, Besiedlung ein. Um 1700 war neben Altlerchenfeld weiter stadtauswärts bereits Neulerchenfeld entstanden, das 1704 beim Bau des Linienwalls außerhalb dieser Befestigungsanlage verblieb. 1703–1705 wurde die Grundherrschaft über Lerchenfeld von der Stadt Wien erworben.
Wie ein Wanderführer aus dem Biedermeier, das Werk „Wien’s Umgebungen auf zwanzig Stunden im Umkreise“ von Adolf Schmidl aus dem Jahre 1835, zeigt, hatte Lerchenfeld zur damaligen Zeit einen sehr zweifelhaften Ruf:
Wer hat nicht vom Lerchenfelde gehört? Das Lerchenfeld ist für Wien, was St. Antoine für Paris, Sachsenhausen für Frankfurt u.s.w., der Tummelplatz des Pöbels – aber, wie ein Hauch von Poesie dem Österreicher selbst in seiner tiefsten Gemeinheit (besser gesagt »Derbheit«) noch immer eigen ist, so ist auch das berüchtigte Lerchenfeld nicht ohne poetische Momente. Es ist offenbar der lebendige Gegensatz des Praters […] Aber im Lerchenfelde fällt jede Rücksicht weg, alle Anstalten sind im strengsten Sinne privat, der Plebs ist hier Souverain, und die Herolde seiner Herrschaft sind gleich vor der Linie: eine Breterbude für gymnastische und thierische Künste, einige offene Caroussels, und ein Trupp elender Zeiselwagen, um durch den undurchdringlichen Staub oder unergründlichen Koth baldmöglichst zum Ziele aller Wünsche – zum Heurigen – zu gelangen!
Da sich das Gebiet heute im dicht verbauten Wien befindet, beziehen sich  Stadtteil- und Straßennamen auf das ehemalige Lerchenfeld: die Bezirksteile Altlerchenfeld und Neulerchenfeld sowie Lerchengasse, Lerchenfelder Straße, Neulerchenfelder Straße und der Lerchenfelder Gürtel.